# Fakulta architektury ČVUT
Fakulta architektury ČVUT v Praze (FA ČVUT v Praze) je jednou z fakult Českého vysokého učení technického v Praze. Je nejstarší a největší institucí poskytující v České republice vzdělání v oboru architektury. Vysokoškolské vzdělání nabízí ve čtyřech studijních programech: Architektura a urbanismus, Krajinářská architektura, Architektura, urbanismus a krajinářská architektura a Design.

## Historie
Výuka architektury na Českém vysokém učení technickém má hlubokou tradici. Její základy byly položeny v samých počátcích existence Stavovské inženýrské školy, která byla 18. 1. 1707 založena reskriptem císaře Josefa I.
Významný pokrok ve výuce architektury nastal v 19. století. Za působení profesora F. J. Gerstnera (1756 – 1832) byla původní Stavovská inženýrská škola přeměněna v pražskou polytechniku, která měla za úkol vychovávat odborníky pro domácí průmysl, stavebnictví a architekturu. Na výuce se podílela řada vynikajících českých architektů jako např. J. Fischer, Josef Zítek a Josef Schulz, tvůrci Národního divadla nebo další osobnosti spjaté již s nástupem moderny, k nimž patří Antonín Balšánek, Josef Fanta a Jan Koula.
V roce 1920 – dva roky po vzniku samostatného Československa, byla škola přejmenována na České vysoké učení technické. Vysoká škola architektury a pozemního stavitelství byla jednou ze sedmi vysokých škol (fakult) ČVUT. K významným profesorům patřili J. Kříženecký, Antonín Engel, A. Mendel, A. Ausobský, R. Kukač, Jan Koula, František Kadeřávek, Oldřich Blažíček, S. Ondřej, Oldřich Stefan a V. Krch.
V průběhu německé okupace (1939 – 1945) byly všechny české vysoké školy uzavřeny. Po válce pokračovala výuka na vysoké škole (od roku 1950 Fakultě) architektury a pozemního stavitelství až do roku 1960, kdy sloučením několika fakult vznikla Fakulta stavební. V roce 1976 vznikla samostatná Fakulta architektury, studijní směr Pozemní stavitelství zůstal součástí velké Fakulty stavební. To vedlo v průběhu let k výraznému osamostatnění obou úzce spřízněných oborů.
Po „sametové revoluci“ v roce 1989 došlo k dalším výrazným změnám jak v organizaci, tak i struktuře studia v souladu s novým vysokoškolským zákonem z roku 1991. Do školy přišla celá řada tehdy diskriminovaných architektů jako byli Karel Hubáček, Alena Šrámková, Vladimír Šlapeta, Miroslav Masák a další. Do práce se zapojili i čeští architekti působící v zahraničí jako Miroslav Šik, Jaroslav Šafer, Martin Roubík a jiní. Důsledkem pak byly zásadní změny v systému výuky, který nahrazoval dosavadní klasický systém typologicky rozdělených kateder systémem volnějším, založeným na kombinaci znalostní výuky s tvorbou ve „vertikálním ateliéru“ pod vedením zkušených praktiků.
V roce 2004 proběhla na Novou budovu architektonická soutěž, kterou vyhrála profesorka Alena Šrámková spolu se svými ateliérovými kolegy Lukášem Ehlem a Tomášem Koumarem. Objekt byl pro výuku architektury otevřen v roce 2011 a od té doby dotváří vysokoškolský kampus navržený prof. Engelem z roku 1924.
FA má od 1. února 2022 nového děkana, je jím doc. Ing. arch. Dalibor Hlaváček, Ph.D. Z Fakulty architektury chce vybudovat nejlepší školu architektury a urbanismu ve středoevropském prostoru.

## Studium
Fakulta nabízí 4 studijní programy: Architektura a urbanismus, Krajinářská architektura a Design. Od akademického roku 2021/2022 lze také studovat v navazujícím magisterském studiu nový tříletý studijní program Architektura, urbanismus a krajinářská architektura. Nabídka obsahuje všechny obory v oblasti navrhování staveb, sídel, území, krajiny a designu.
Studium je organizované do tří studijních stupňů (bakalářského, magisterského a doktorského) umožňuje studentům individuálně plánovat a realizovat svoje studijní aktivity, včetně studia v zahraničí, odborné praxe a dalšího vzdělávání. 
Bakalářský cyklus trvá 3 roky, navazuje dvouletý magisterský cyklus (nově také tříletý magisterský cyklus programu Architektura, urbanismus a krajinářská architektura). Doktorské studium je nejméně čtyřleté.
V akademickém roce 2023/24 studovalo v bakalářském cyklu 1083 studujících. V navazujícím magisterském 701 studujících. V doktorském programu bylo 136 studentek a studentů.
Na Fakultě architektury je tradičně velká část studia vedena formou výuky na konkrétních projektech zpracovávaných v  ateliérech. Možnost volby vedoucího ateliérového projektu pro každý semestr zajišťuje přímou zpětnou vazbu mezi studenty a pedagogy. Výuka probíhá v tzv. „vertikálních“ ateliérech, v nichž vedle sebe pracují na různých typech projektů studenti od druhého až do pátého ročníku. Projekty vedou přední architekti, urbanisté a designéři z ČR i zahraničí.
Základní praktické znalosti budoucího architekta získávají studenti prvního ročníku v tzv. ZANu, který sdružuje předměty Základy architektonického navrhování a Základní ateliér.
Na fakultě vyučuje 23 profesorů, 48 docentů a 126 odborných asistentů.

## Ústavy
Součástí fakulty je 16 ústavů a 1 kabinet, které zajišťují pedagogickou, uměleckou a vědeckou činnost v různých oborech zabývajících se architekturou.
- Ústav výtvarné tvorby
- Ústav teorie a dějin architektury
- Ústav památkové péče
- Ústav interiéru
- Ústav modelového projektování
- Ústav nauky o budovách
- Ústav urbanismu
- Ústav krajinářské architektury
- Ústav prostorového plánování
- Ústav nosných konstrukcí
- Ústav stavitelství I
- Ústav stavitelství II
- Kabinet jazyků
- Ústav navrhování I
- Ústav navrhování II
- Ústav navrhování III
- Ústav designu

S Ústavem teorie a dějin architektury úzce spolupracuje Výzkumné centrum průmyslového dědictví, které se v roce 2010 stalo jedním z pracovišť fakulty.

## Vedení fakulty
- doc. Ing. arch. Dalibor Hlaváček, Ph.D.– děkan
- RNDr. Jiří Šrubař, Ph.D. – proděkan pro pedagogickou činnost
- prof. Ing. arch. Petr Vorlík, Ph.D. – proděkan pro vědu, výzkum a uměleckou činnost
- Ing. arch. Kateřina Rottová, Ph.D. – pověřená proděkanka pro zahraniční vztahy
- Ing. arch. Kateřina Rottová, Ph.D. – proděkanka pro vnější vztahy
- Mgr. Jan Gazda, Ph.D. – tajemník fakulty

## Nová budova ČVUT

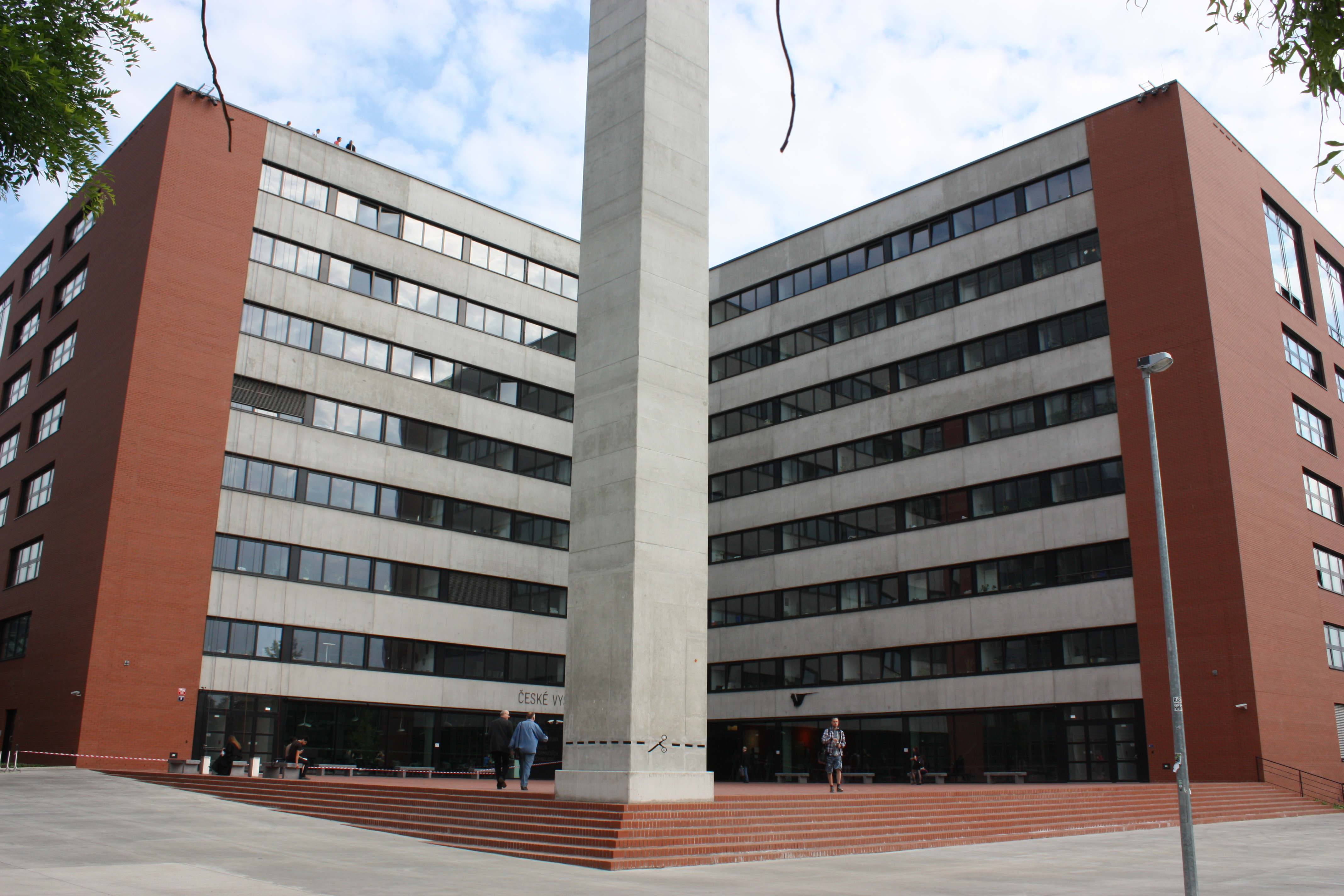
Nová budova ČVUT, Thákurova 9

Od roku 1976, kdy se Fakulta architektury ČVUT stala samostatným subjektem, sídlila v patnáctipodlažní budově A, patřící do komplexu budov Fakulty stavební ČVUT. V roce 2011 přesídlila do Nové budovy ČVUT, kde má nyní své prostory i Fakulta informačních technologií ČVUT.
Nová budova ČVUT vznikla podle projektu Ing. arch. Aleny Šrámkové a jejích spolupracovníků, architektů Lukáše Ehla a Tomáše Koumara z ateliéru Alena Šrámková architekti. Jejich návrh zvítězil v soutěži v roce 2004, projekt byl zpracován v letech 2005–2009. Realizace stavby proběhla v letech 2009–2010, slavnostní otevření se konalo 22. února 2011.

## Galerie

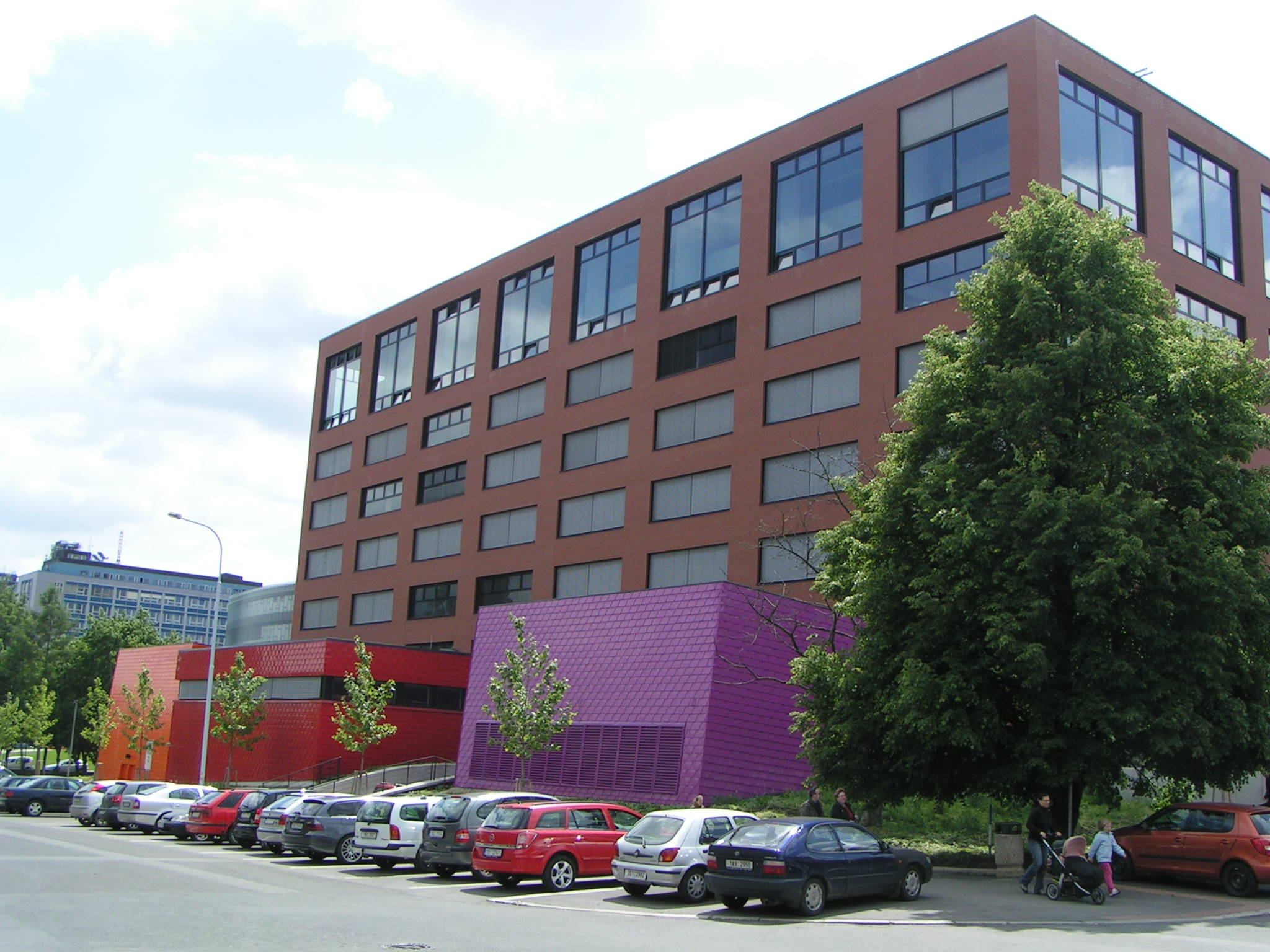
Nová budova ČVUT s posluchárnami (pohled z ulice Bechyňova)
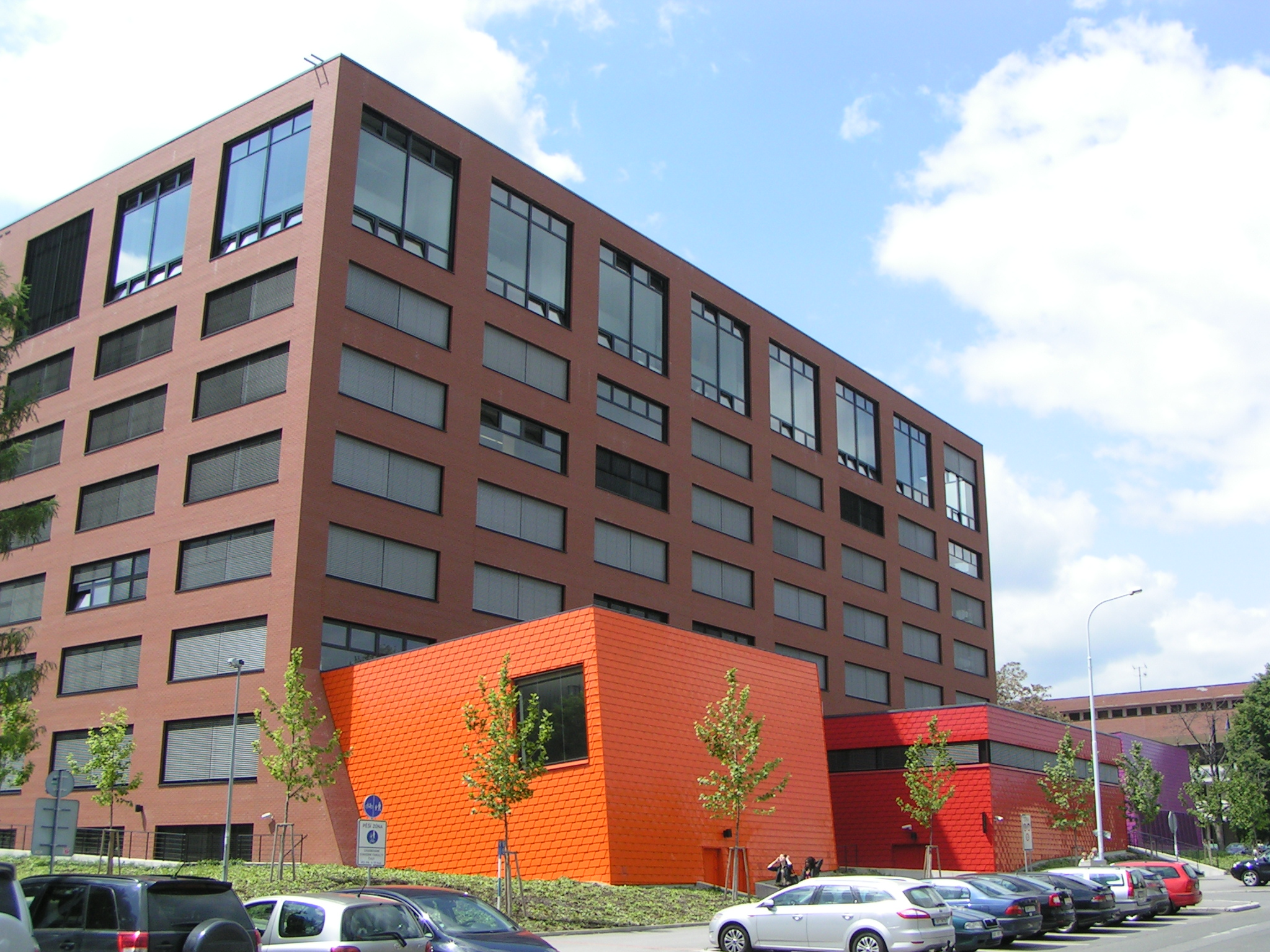
Posluchárny Nové budovy ČVUT (detail)